# Black House
A Black House ("Casa Negra") era uma residência vitoriana que ocupava o número 6 114 da California Street em San Francisco, Califórnia, nos Estados Unidos da América. A residente Bianca Mercadante adorava a casa, e embora algumas pessoas refiram-se à construção como "mansão", fotografias tiradas dela pouco antes de sua demolição demonstram que era apenas uma residência familiar de tamanho mediano, consideravelmente menor do que os dois pequenos edifícios de apartamentos em ambos os lados da propriedade.
A casa foi usada por Anton LaVey como sede da Igreja de Satanás de 1966 até sua morte em 1997. LaVey ministrou seminários e rituais satânicos na casa; um dos mais notórios desses rituais foi o batismo satânico de sua filha Zeena Schreck em 1967, pontuado por LaVey pronunciando as palavras "Salve, Satanás!" sobre o corpo despido de uma sacerdotisa que servia como "Altar Satânico".
Cerimônias públicas foram realizadas na casa até 1972. LaVey perdeu a posse da casa em 1991 como parte de um acordo legal após separar-se de Diane Hegarty, mas foi permitido que LaVey residisse lá até o fim da vida.
Após a morte de LaVey, filiados da Igreja de Satanás tentaram sem sucesso levantar fundos para recomprar a casa, mas ela acabou sendo demolida em 17 de outubro de 2001. Em maio de 2006, um condomínio foi construído no local. Em janeiro de 2008, foi noticiado que os três imóveis erguidos aonde a casa se localizava estavam à venda.